# جامبورگودا
جامبورگودا (به لاتین: Jamburegoda) یک منطقهٔ مسکونی در سری‌لانکا است که در استان جنوبی (سری‌لانکا) واقع شده‌است.